# 池珉瑞 (演員)
池珉瑞（韓語：지민서，1996年6月25日—），韓國男演員。2019年作為STARDIUM旗下演員偶像組合「THE TWELVE」練習生首次亮相，2025年以BL網路劇《有點不對勁》正式出道。

## 影視作品

### 劇集
| 年份 | 播放平台 | 劇名                                 | 角色   | 備註        |
| 2025 | Heavenly | 《有點不對勁》 （무언가 잘못되었다） | 鄭河旻 | [ 4 ] [ 5 ] |

### 電影
| 年份 | 片名                  | 角色 | 備註     |
| 2024 | 《貞洞街》 （정동길） |      | 短篇電影 |

## 外部連結
- 池珉瑞的Instagram帳戶
- 池珉瑞在NAVER上的资料
- 池珉瑞在Daum上的资料
- 池珉瑞在HanCinema的頁面（英文）